# Gerd Sredzki
Gerd Sredzki es un deportista de la RDA que compitió en remo. Ganó dos medallas de oro en el Campeonato Mundial de Remo, en los años 1977 y 1978.

## Palmarés internacional
| Campeonato Mundial | Campeonato Mundial        | Campeonato Mundial | Campeonato Mundial |
| Año                | Lugar                     | Medalla            | Prueba             |
| ------------------ | ------------------------- | ------------------ | ------------------ |
| 1977               | Ámsterdam (Países Bajos)  | Medalla de oro     | Ocho con timonel   |
| 1978               | Cambridge (Nueva Zelanda) | Medalla de oro     | Ocho con timonel   |